# Tony Canadeo
Anthony Robert Canadeo (Chicago, Illinois, 5 de mayo de 1919 – Green Bay, Wisconsin, 29 de noviembre de 2003), más conocido como Tony Canadeo, fue un jugador profesional estadounidense de fútbol americano que se desempeñó en la posición de back en la National Football League (NFL). Es miembro del Salón de la Fama del Fútbol Americano Profesional.

## Carrera
Canadeo jugó como profesional once temporadas en Green Bay Packers (1941-1944, 1946-1952), equipo en el que se retiró.

## Reconocimiento
El 27 de julio de 1974, ingresó como miembro al Salón de la Fama del Fútbol Americano Profesional.